# Phaonia nigrocincta
Phaonia nigrocincta är en tvåvingeart som beskrevs av Stein 1918. Phaonia nigrocincta ingår i släktet Phaonia och familjen husflugor. Inga underarter finns listade i Catalogue of Life.